# Западный Туркестан
| Сырдарьинская область | Закаспийская область  |
| Ферганская область    | Семиреченская область |
| Самаркандская область | Бухарский эмират      |
|                       | Хивинское ханство     |

Самаркандская область

Русский Туркестан в 1900 году

За́падный Туркеста́н (также «Русский Туркестан», «Великая Бухария») — историческая область в Центральной Азии.
Термин «Западный Туркестан» (как и «Восточный Туркестан») ввели в оборот англичане. Именно они переняли термин Туркестан от персов и афганцев и на рубеже XVIII—XIX столетий ввели это словосочетание в научную географическую терминологию. Ранее как в России, так и в Западной Европе использовались названия Малая Бухария и Великая Бухария (от названия столицы Бухарского ханства Бухары).
Термины «Великая Бухария» и «Малая Бухария» употреблялись в русской научной литературе ещё в первой трети XIX века, но уже к его середине под влиянием трудов английских исследователей были заменены терминами Западный Туркестан и Восточный Туркестан. При этом Западным Туркестаном в западноевропейской и русской научной литературе назывались по преимуществу территории узбеков и туркмен. Территория современного Казахстана не была включена в это понятие, поскольку в то время уже находилась в составе Российской империи.
Во второй половине XIX века появилось понятие «Русский Туркестан», под которым стали понимать Туркестанское генерал-губернаторство с центром в Ташкенте, учреждённое правительством Российской империи в 1867 году после присоединения части Средней Азии к Российской империи. Границы «Русского Туркестана» в зависимости от политической ситуации то сужались, то расширялись. Термин Русский Туркестан имел только административное значение. В 1886 году Туркестанское генерал-губернаторство переименовано в «Туркестанский край». В 1898-1911 годах в Ташкенте издавалась газета «Русский Туркестан» .
В апреле 1918 году, на территории Русского Туркестана была образована Туркестанская Автономная Советская Социалистическая Республика. После национально-государственного размежевания советских республик Средней Азии 1924—1925 годов на территории Туркестана были образованы Советские Республики. Термин Западный Туркестан при этом стал вытесняться названием «Средняя Азия», которым официальная пресса называла территории только четырёх центральноазиатских советских республик: Туркменская ССР, Узбекская ССР, Таджикская ССР и Киргизская ССР. Так в центральноазиатском ареале появилась новая географическая номенклатура — Средняя Азия и Казахстан.